# Bordj Emir Khaled
Bordj Emir Khaled (în arabă برج الأمير خالد) este o comună din provincia Aïn Defla, Algeria.
Populația comunei este de 8.598 de locuitori (2008).